# John Anderson (musicista)
John David Anderson (Apopka, 13 dicembre 1954) è un cantautore statunitense.

## Discografia
- 1980 – John Anderson
- 1981 – John Anderson 2
- 1981 – I Just Came Home to Count the Memories
- 1982 – Wild & Blue
- 1983 – All the People are Talkin'
- 1984 – Eye of a Hurricane
- 1985 – Tokyo, Oklahoma
- 1986 – Countrified
- 1987 – Blue Skies Again
- 1988 – 10
- 1989 – Too Tough to Tame
- 1992 – Seminole Wind
- 1993 – Solid Ground
- 1994 – Country 'Til I Die
- 1996 – Paradise
- 1997 – Takin' the Country Back
- 2001 – Nobody's Got It All
- 2007 – Easy Money
- 2009 – Bigger Hands